# NGC 834
NGC 834 é uma galáxia espiral (Sbc) localizada na direcção da constelação de Andromeda. Possui uma declinação de +37° 39' 58" e uma ascensão recta de 2 horas, 11 minutos e 01,2 segundos.
A galáxia NGC 834 foi descoberta em 21 de Setembro de 1786 por William Herschel.